# UCI Europe Tour 2009-2010
El UCI Europe Tour 2009-2010 fue la sexta temporada del calendario ciclístico internacional europeo. Se inició el 18 de octubre de 2009 con la Chrono des Nations en Francia y finalizó el 17 de octubre de 2010 con la misma carrera.
Por segunda vez el ganador fue el italiano Giovanni Visconti. La clasificación por equipos fue para el Vacansoleil, mientras que Italia y Bélgica dominaron la clasificación por países y países sub-23.

## Categorías
Fueron 26 las carreras de máxima categoría (una más respecto a la edición anterior. Descendió la Vuelta a Portugal a la categoría 2.1 y ascendieron Tour de Vendée y el Tour de Turquía. En el siguiente cuadro se muestran las carreras con mayor puntuación de esta edición del UCI Europe Tour ordenado por países, para el resto de las competiciones véase: Carreras del UCI Europe Tour 2009-2010
| Carrera                       | Categoría |
| ----------------------------- | --------- |
| Gran Premio de Fráncfort      | 1.HC      |
| Vuelta a Baviera              | 2.HC      |
| Vuelta a Austria              | 2.HC      |
| Omloop Het Nieuwsblad         | 1.HC      |
| E3 Prijs Vlaanderen-Harelbeke | 1.HC      |
| Scheldeprijs Vlaanderen       | 1.HC      |
| Tres Días de La Panne         | 2.HC      |
| Vuelta a Bélgica              | 2.HC      |
| Tour de Valonia               | 2.HC      |
| París-Bruselas                | 1.HC      |
| Vuelta a Dinamarca            | 2.HC      |
| Gran Premio Miguel Indurain   | 1.HC      |
| Vuelta a Burgos               | 2.HC      |

| Carrera                   | Categoría |
| ------------------------- | --------- |
| Critérium Internacional   | 2.HC      |
| Cuatro Días de Dunkerque  | 2.HC      |
| Gran Premio de Fourmies   | 1.HC      |
| Tour de Vendée            | 1.HC      |
| París Tours               | 1.HC      |
| Giro del Trentino         | 2.HC      |
| Tre Valli Varesine        | 1.HC      |
| Giro de Emilia            | 1.HC      |
| Giro del Piemonte         | 1.HC      |
| Tour de Luxemburgo        | 2.HC      |
| Dutch Food Valley Classic | 1.HC      |
| G. P. Kanton Aargau       | 1.HC      |
| Tour de Turquía           | 2.HC      |

## Calendario

### Octubre 2009
| Fecha | Carrera            | Cat. | Ganador              | Equipo |
| ----- | ------------------ | ---- | -------------------- | ------ |
| 18    | Chrono des Nations | 1.1  | Alexandre Vinokourov | Astana |

### Enero
| Fecha   | Carrera                            | Cat. | Ganador          | Equipo               |
| ------- | ---------------------------------- | ---- | ---------------- | -------------------- |
| 30 al 2 | Giro de Reggio Calabria            | 2.1  | Matteo Montaguti | De Rosa-Stac Plastic |
| 31      | Gran Premio Ciclista la Marsellesa | 1.1  | Jonathan Hivert  | Saur-Sojasun         |

### Febrero
| Fecha    | Carrera                           | Cat. | Ganador             | Equipo                |
| -------- | --------------------------------- | ---- | ------------------- | --------------------- |
| 3 al 7   | Estrella de Bessèges              | 2.1  | Samuel Dumoulin     | Cofidis               |
| 6        | Gran Premio Costa de los Etruscos | 1.1  | Alessandro Petacchi | Lampre-Farnese Vini   |
| 7        | Trofeo Palma de Mallorca          | 1.1  | Robbie McEwen       | Katusha               |
| 8        | Trofeo Cala Millor-Cala Millor    | 1.1  | Óscar Freire        | Rabobank              |
| 9        | Trofeo Inca-Inca                  | 1.1  | Linus Gerdemann     | Milram                |
| 10       | Trofeo Deyá                       | 1.1  | Rui Costa           | Caisse d'Épargne      |
| 10 al 14 | Tour del Mediterráneo             | 2.1  | Rinaldo Nocentini   | AG2R La Mondiale      |
| 11       | Trofeo Magaluf–Palmanova          | 1.1  | André Greipel       | HTC-Columbia          |
| 17 al 21 | Vuelta al Algarve                 | 2.1  | Alberto Contador    | Astana                |
| 20       | Trofeo Laigueglia                 | 1.1  | Francesco Ginanni   | Androni Giocattoli    |
| 20 al 21 | Tour de Haut Var                  | 2.1  | Christophe Le Mével | La Française des Jeux |
| 21 al 25 | Vuelta a Andalucía                | 2.1  | Michael Rogers      | HTC-Columbia          |
| 23 al 27 | Giro de Cerdeña                   | 2.1  | Roman Kreuziger     | Liquigas-Doimo        |
| 27       | Gran Premio dell'Insubria         | 1.1  | Samuel Dumoulin     | Cofidis               |
| 27       | Beverbeek Classic                 | 1.2  | Yannick Eijssen     | PWS Eijssen           |
| 27       | Omloop Het Nieuwsblad             | 1.HC | Juan Antonio Flecha | Sky                   |
| 28       | Kuurne-Bruselas-Kuurne            | 1.1  | Bobbie Traksel      | Vacansoleil           |
| 28       | Gran Premio de Lugano             | 1.1  | Roberto Ferrari     | De Rosa-Stac Plastic  |
| 28       | Les Boucles du Sud Ardèche        | 1.1  | Christophe Riblon   | AG2R La Mondiale      |
| 28       | Classica Sarda                    | 1.1  | Giovanni Visconti   | ISD-Neri              |
| 28       | Clásica de Almería                | 1.1  | Theo Bos            | Cervélo               |

### Marzo
| Fecha    | Carrera                          | Cat.   | Ganador            | Equipo                     |
| -------- | -------------------------------- | ------ | ------------------ | -------------------------- |
| 3        | Le Samyn                         | 1.1    | Jens Keukeleire    | Cofidis                    |
| 3        | Giro del Friuli                  | 1.1    | Roberto Ferrari    | De Rosa-Stac Plastic       |
| 3 al 7   | Vuelta a Murcia                  | 2.1    | František Raboň    | HTC-Columbia               |
| 5 al 7   | Tres Días de Flandes Occidental  | 2.1    | Jens Keukeleire    | Cofidis                    |
| 6        | Montepaschi Strade Bianche       | 1.1    | Maxim Iglinskiy    | Astana                     |
| 6        | Flecha Flamenca                  | 1.2    | Clinton Avery      | PWS Eijssen                |
| 7        | Trofeo Zssdi                     | 1.2    | Marko Kump         | Adria Mobil                |
| 7        | Gran Premio Villa de Lillers     | 1.2    | Benoît Daeninck    | Roubaix-Lille Métropole    |
| 14       | Trofeo Franco Balestra           | 1.2    | Alexander Mironov  | Itera-Katusha              |
| 14       | París-Troyes                     | 1.2    | Cédric Pineau      | Roubaix-Lille Métropole    |
| 14       | Omloop van het Waasland          | 1.2    | Denis Flahaut      | ISD Continental            |
| 14       | Porec Trophy                     | 1.2    | Matej Gnezda       | Adria Mobil                |
| 17       | Nokere Koerse                    | 1.1    | Jens Keukeleire    | Cofidis                    |
| 18 al 21 | Istrian Spring Trophy            | 2.2    | Robert Vrečer      | Perutnina Ptuj             |
| 20       | Clásica de Loire-Atlantique      | 1.2    | Laurent Mangel     | Saur-Sojasun               |
| 21       | Ronde van het Groene Hart        | 1.1    | Jens Mouris        | Vacansoleil                |
| 21       | Gran Premio Cholet-Pays de Loire | 1.1    | Leonardo Duque     | Cofidis                    |
| 21       | Gran Premio San Giuseppe         | 1.2    | Enrico Battaglin   | Zalf Desiree Fior          |
| 21       | La Roue Tourangelle              | 1.2    | Yann Guyot         | AC Noyal-Châtillon Sojasun |
| 22 al 28 | Tour de Normandía                | 2.2    | Ronan van Zandbeek | Van Vliet-EBH Elshof       |
| 23 al 27 | Semana Coppi y Bartali           | 2.1    | Ivan Santaromita   | Liquigas-Doimo             |
| 24       | A través de Flandes              | 1.1    | Matti Breschel     | Saxo Bank                  |
| 26 al 28 | Gran Premio de Portugal          | 2.Ncup | Tom Dumoulin       | Países Bajos               |
| 27       | E3 Prijs Vlaanderen-Harelbeke    | 1.HC   | Fabian Cancellara  | Saxo Bank                  |
| 27 al 28 | Critérium Internacional          | 2.HC   | Pierrick Fédrigo   | Bbox Bouygues Telecom      |
| 30 al 1  | Tres Días de La Panne            | 2.HC   | David Millar       | Garmin-Transitions         |
| 31 al 5  | Semana Lombarda                  | 2.1    | Michele Scarponi   | Androni Giocattoli         |

### Abril
| Fecha    | Carrera                                    | Cat.   | Ganador              | Equipo                       |
| -------- | ------------------------------------------ | ------ | -------------------- | ---------------------------- |
| 2        | Route Adélie                               | 1.1    | Cyril Gautier        | Bbox Bouygues Telecom        |
| 2 al 4   | Triptyque des Monts et Châteaux            | 2.2    | Jetse Bol            | Rabobank Continental         |
| 3        | Hel van het Mergelland                     | 1.1    | Yann Huguet          | Skil-Shimano                 |
| 3        | Gran Premio Miguel Induráin                | 1.HC   | Joaquim Rodríguez    | Katusha                      |
| 4        | Gran Premio de la Ville de Nogent-sur-Oise | 1.2    | Vytautas Kaupas      | Continental Team Differdange |
| 4        | Trofeo Banca Popular de Vicenza            | 1.2U   | Andrea Pasqualon     | Zalf-Désirée-Fior            |
| 5        | Vuelta a Colonia                           | 1.1    | Juan José Haedo      | Saxo Bank                    |
| 5        | Giro del Belvedere                         | 1.2U   | Siarhei Papok        | San Marco Concrete           |
| 6        | Gran Premio Palio del Recioto              | 1.2U   | Blaž Furdi           | Eslovenia                    |
| 6 al 9   | Circuito de la Sarthe                      | 2.1    | Luis León Sánchez    | Caisse d'Épargne             |
| 7        | Scheldeprijs Vlaanderen                    | 1.HC   | Tyler Farrar         | Garmin-Transitions           |
| 8        | Gran Premio Pino Cerami                    | 1.1    | Jure Kocjan          | Carmiooro-NGC                |
| 8 al 11  | Cinturón a Mallorca                        | 2.2    | Sergio Mantecón      | Hostelería de Cañete-Nagares |
| 9 al 11  | Circuito de las Ardenas                    | 2.2    | Mikhail Antonov      | Itera-Katusha                |
| 10       | Trofeo Edil C                              | 1.2    | Massimo Graziato     | Trevigiani Dynamon Bottoli   |
| 10       | Tour de Drenthe                            | 1.1    | Alberto Ongarato     | Vacansoleil                  |
| 10       | Tour de Flandes sub-23                     | 1.Ncup | Marko Kump           | Eslovenia                    |
| 11       | Klasika Primavera                          | 1.1    | Samuel Sánchez       | Euskaltel-Euskadi            |
| 11       | Dwars door Drenthe                         | 1.1    | Enrico Rossi         | Ceramica Flaminia            |
| 11 al 18 | Tour de Turquía                            | 2.HC   | Giovanni Visconti    | ISD-Neri                     |
| 13       | París-Camembert                            | 1.1    | Sébastien Minard     | Cofidis                      |
| 14       | Flecha Brabanzona                          | 1.1    | Sébastien Rosseler   | RadioShack                   |
| 14       | La Côte Picarde                            | 1.Ncup | Vyacheslav Kuznetsov | Rusia                        |
| 14 al 18 | Vuelta a Castilla y León                   | 2.1    | Alberto Contador     | Astana                       |
| 14 al 18 | Tour de Loir-et-Cher                       | 2.2    | Mikhail Antonov      | Itera-Katusha                |
| 15       | Gran Premio de Denain                      | 1.1    | Denis Flahaut        | ISD Continental              |
| 17       | Tour de Finisterre                         | 1.1    | Florian Vachon       | Bretagne-Schuller            |
| 17       | Lieja-Bastoña-Lieja sub-23                 | 1.2U   | Ramūnas Navardauskas | Vélo-Club La Pomme Marseille |
| 17       | ZLM Tour                                   | 1.Ncup | Arman Kamyshev       | Kazajistán                   |
| 18       | Tro Bro Leon                               | 1.1    | Jérémy Roy           | La Française des Jeux        |
| 18       | Tour de Düren                              | 1.2    | Sven Krauss          | Team Halanke.de-Öschelbronn  |
| 18       | Gran Premio Donetsk                        | 1.2    | Vitaliy Popkov       | ISD Continental              |
| 18       | Zellik-Galmaarden                          | 1.2    | Coen Vermeltfoort    | Rabobank Continental         |
| 20 al 23 | Giro del Trentino                          | 2.1    | Alexandre Vinokourov | Astana                       |
| 21 al 25 | Gran Premio de Adigueya                    | 2.2    | Vitaliy Popkov       | ISD Continental              |
| 23       | Bania Luka-Belgrado I                      | 1.2    | Jure Zrimšek         | Sava                         |
| 24       | Gran Premio de Llodio                      | 1.1    | Ángel Vicioso        | Andalucía-Cajasur            |
| 24       | Memorial Arno Wallaard                     | 1.2    | Stefan van Dijk      | Veranda´s Willems            |
| 25       | Vuelta a La Rioja                          | 1.1    | Ángel Vicioso        | Andalucía-Cajasur            |
| 25       | Giro de los Apeninos                       | 1.1    | Robert Kiserlovski   | Liquigas-Doimo               |
| 25       | Vuelta a Holanda Septentrional             | 1.2    | Robert Wagner        | Skil-Shimano                 |
| 25       | East Midlands International Cicle Classic  | 1.2    | Michael Berling      | Glud & Marstrand-LRØ         |
| 25       | Gran Premio della Liberazione              | 1.2U   | Jan Tratnik          | Eslovenia                    |
| 25       | Paris-Mantes-en-Yvelines                   | 1.2    | Yoann Bagot          | Vélo-Club La Pomme Marseille |
| 25 al 1  | Tour de Bretaña                            | 2.2    | Franck Bouyer        | Bbox Bouygues Telecom        |
| 26 al 27 | Giro delle Regioni                         | 2.Ncup | Enrico Battaglin     | Italia                       |
| 27       | Subida al Naranco                          | 1.1    | Santi Pérez          | Loulé-Louletano              |
| 28 al 2  | Vuelta a Asturias                          | 2.1    | Constantino Zaballa  | Loulé-Louletano              |
| 29 al 1  | The Paths of King Nikola                   | 2.2    | Vladimir Koev        | Hemus 1896-Vivelo            |

### Mayo
| Fecha    | Carrera                                      | Cat. | Ganador              | Equipo                          |
| -------- | -------------------------------------------- | ---- | -------------------- | ------------------------------- |
| 1        | Memorial Andrzeja Trochanowskiego            | 1.2  | André Schulze        | PSK Whirlpool-Author            |
| 1        | Gran Premio del 1 de Mayo                    | 1.2  | Jan Kuyckx           | Qin                             |
| 1        | Gran Premio de Fráncfort                     | 1.HC | Fabian Wegmann       | Milram                          |
| 1        | Gran Premio de Fráncfort sub-23              | 1.2U | Tino Thömel          | KED-Bianchi Berlin              |
| 1        | Gran Premio Herning                          | 1.1  | Alex Rasmussen       | Saxo Bank                       |
| 1        | Mayor Cup                                    | 1.2  | Žolt Der             | Partizan Srbija                 |
| 1        | Gran Premio Industria y Artigianato-Larciano | 1.1  | Daniele Ratto        | Carmiooro-NGC                   |
| 1        | Tour de Overijssel                           | 1.2  | Job Vissers          | Skil-Shimano                    |
| 2        | Memorial Oleg Dyachenko                      | 1.2  | Alexander Mironov    | Itera-Katusha                   |
| 2        | Circuito del Porto                           | 1.2  | Marco Amicabile      | Delio Gallina                   |
| 3        | Gran Premio de Moscú                         | 1.2  | Esad Hasanović       | Partizan Srbija                 |
| 5 al 9   | Cuatro Días de Dunkerque                     | 2.HC | Martin Elmiger       | AG2R La Mondiale                |
| 6 al 10  | Cinco Anillos de Moscú                       | 2.2  | Sergey Firsanov      | Designa Køkken-Blue Water       |
| 7 al 9   | Szlakiem Grodów Piastowskich                 | 2.1  | Marek Rutkiewicz     | Mróz Active Jet                 |
| 8        | Scandinavian Race Uppsala                    | 1.2  | Philip Nielsen       | Concordia Forsikring-Himmerland |
| 9        | Gran Premio Industrias del Mármol            | 1.2  | Tomas Alberio        | Trevigiani Dynamon Bottoli      |
| 9        | Omloop der Kempen                            | 1.2  | Stefan van Dijk      | Veranda's Willems               |
| 12       | Batavus Prorace                              | 1.1  | Markus Eichler       | Milram                          |
| 12 al 16 | Flèche du Sud                                | 2.2  | Lasse Bøchman        | Glud & Marstrand-LRØ            |
| 13 al 16 | Rhône-Alpes Isère Tour                       | 2.2  | Jérôme Coppel        | Saur-Sojasun                    |
| 14 al 16 | Tour de Picardie                             | 2.1  | Ben Swift            | Sky                             |
| 17 al 22 | Tour de Olympia                              | 2.2  | Taylor Phinney       | Trek Livestrong U23             |
| 19 al 23 | Circuit de Lorraine                          | 2.1  | Fabio Felline        | Footon-Servetto                 |
| 20 al 23 | Ronde d'Isard                                | 2.2U | Yannick Eijssen      | PWS Eijssen                     |
| 21 al 24 | Tour de Berlín                               | 2.2U | Marc Goos            | Jo Piels                        |
| 23       | Neuseen Classics                             | 1.1  | Roger Kluge          | Milram                          |
| 23 al 30 | FBD Insurance Rás                            | 2.2  | Alexander Wetterhall | Sprocket Pro                    |
| 26 al 30 | Vuelta a Bélgica                             | 2.HC | Stijn Devolder       | Quick Step                      |
| 26 al 30 | Vuelta a Baviera                             | 2.HC | Maxime Monfort       | HTC-Columbia                    |
| 28       | Gran Premio Tallin-Tartu                     | 1.1  | Denis Flahaut        | ISD Continental                 |
| 28 al 30 | Tour de Gironde                              | 2.2  | Julien Belgy         | Vendée U                        |
| 28 al 31 | Tour de Tracia                               | 2.2  | Stefan Histrov       | Brisaspor                       |
| 29       | Gran Premio Tartu                            | 1.1  | Tanel Kangert        | Estonia                         |
| 29       | Gran Premio de Kranj                         | 1.1  | Matej Gnezda         | Adria Mobil                     |
| 29       | Gran Premio de Plumelec-Morbihan             | 1.1  | Wesley Sulzberger    | La Française des Jeux           |
| 30       | Rogaland Grand Prix                          | 2.2  | Vitaliy Popkov       | ISD Continental                 |
| 30       | Boucles de l'Aulne                           | 1.1  | Jean-Luc Delpech     | Bretagne-Schuller               |
| 30       | Gran Premio Hydraulika Mikolasek             | 1.2  | Alois Kaňkovský      | ASC Dukla Praha                 |
| 30       | París-Roubaix sub-23                         | 1.2U | Taylor Phinney       | Trek Livestrong U23             |
| 30       | Trofeo Ciudad de San Vendemiano              | 1.2U | Stefano Agostini     | Zalf Désirée Fior               |

### Junio
| Fecha    | Carrera                                                | Cat. | Ganador             | Equipo                              |
| -------- | ------------------------------------------------------ | ---- | ------------------- | ----------------------------------- |
| 2        | Trofeo Alcide Degasperi                                | 1.2  | Sonny Colbrelli     | Zalf Désirée Fior                   |
| 2 al 6   | Ringerike G. P.                                        | 2.2  | Christer Rake       | Joker-Bianchi                       |
| 2 al 6   | Tour de Luxemburgo                                     | 2.HC | Matteo Carrara      | Vacansoleil                         |
| 5 al 12  | Tour de Rumania                                        | 2.2  | Vladimir Koev       | Hemus 1896-Vivelo                   |
| 6        | Memorial Philippe Van Coningsloo                       | 1.2  | Dries Hollanders    | PWS-Eijssen                         |
| 6        | Coppa della Pace                                       | 1.2  | Fabio Piscopiello   | Vega Prefabbricati Montappone       |
| 6        | G. P. Kanton Aargau                                    | 1.HC | Kristof Vandewalle  | Topsport Vlaanderen-Mercator        |
| 8 al 15  | Circuito Montañés                                      | 2.2  | Fabio Duarte        | Café de Colombia-Colombia es Pasión |
| 9 al 13  | Carpathia Couriers Paths                               | 2.2U | Adrian Honkisz      | Polonia                             |
| 10 al 13 | Vuelta al Alentejo                                     | 2.2  | David Blanco        | Palmeiras Resort-Tavira             |
| 10 al 13 | Ronde de l'Oise                                        | 2.2  | Steven Tronet       | Roubaix-Lille Métropole             |
| 11 al 13 | Delta Tour Zeeland                                     | 2.1  | Tyler Farrar        | Garmin-Transitions                  |
| 11 al 13 | Oberösterreichrundfahrt                                | 2.2  | Leopold König       | PSK Whirlpool-Author                |
| 11 al 20 | Girobio                                                | 2.2  | Carlos Betancur     | Colombia                            |
| 13       | Val d'Ille U Classic 35                                | 1.2  | Jimmy Casper        | Saur-Sojasun                        |
| 14 al 19 | Vuelta a Serbia                                        | 2.2  | Luca Ascani         | CDC-Cavaliere                       |
| 15 al 20 | Tour de Thuringe                                       | 2.2U | John Degenkolb      | Thüringer Energie                   |
| 16 al 20 | Ster Elektrotoer                                       | 2.1  | Adam Hansen         | HTC-Columbia                        |
| 17 al 19 | Tour de Malopolska                                     | 2.2  | Jacek Morajko       | Mróz Active Jet                     |
| 17 al 20 | Tour de Eslovenia                                      | 2.1  | Vincenzo Nibali     | Liquigas-Doimo                      |
| 17 al 20 | Boucles de la Mayenne                                  | 2.2  | Jérémie Galland     | Saur-Sojasun                        |
| 18 al 20 | Tour de Saboya                                         | 2.2  | Nicolas Schnyder    | Price-Custom Bikes                  |
| 18 al 20 | Tour de Mainfranken                                    | 2.2U | Marc Goos           | Cyclingteam Jo Piels                |
| 18 al 20 | Ruta del Sur                                           | 2.1  | David Moncoutié     | Cofidis                             |
| 19       | GP Nobili Rubinetterie-Coppa Papà Carlo                | 1.1  | Gianluca Brambilla  | Colnago-CSF Inox                    |
| 20       | G.P Nobili Rubinetterie-Coppa Città di Stresa          | 1.1  | Oscar Gatto         | ISD-Neri                            |
| 20       | Raiffeisen G. P.                                       | 1.2  | Matthias Brändle    | Footon-Servetto                     |
| 20       | Flecha de las Ardenas                                  | 1.2  | Thomas Degand       | Veranda's Willems                   |
| 23       | Halle-Ingooigem                                        | 1.1  | Jurgen Van de Walle | Quick Step                          |
| 30       | Trofeo Jong Maar                                       | 1.2  | Sven Jodts          | Beveren 2000                        |
| 30 al 4  | Carrera de la Solidaridad y de los Campeones Olímpicos | 2.1  | Jacek Morajko       | Mróz Active Jet                     |

### Julio
| Fecha    | Carrera                                            | Cat. | Ganador            | Equipo                       |
| -------- | -------------------------------------------------- | ---- | ------------------ | ---------------------------- |
| 3        | Omloop Het Nieuwsblad sub-23                       | 1.2  | Jarl Salomein      | Beveren 2000                 |
| 4        | Dwars door het Hageland                            | 1.2  | Frédéric Amorison  | Landbouwkrediet              |
| 4        | Giro delle Valli Aretine                           | 1.2  | Henry Frusto       | Scap Prefabbricati Foresi    |
| 4 al 11  | Vuelta a Austria                                   | 2.HC | Riccardo Riccò     | Ceramica Flaminia            |
| 6        | Trofeo Ciudad de Brescia                           | 1.2  | Manuele Boaro      | Trevigiani Dynamon Bottoli   |
| 7 al 11  | Gran Premio Torres Vedras-Trofeo Joaquim Agostinho | 2.2  | Cândido Barbosa    | Palmeiras Resort-Tavira      |
| 11       | Gran Premio de Pont à Marcq-La Ronde Pévèloise     | 1.2  | Frank Dressler     | Continental Team Differdange |
| 11       | Gran Premio Van de Stad Geel                       | 1.2  | Timothy Dupont     | Jong Vlaanderen-Bauknecht    |
| 11       | Giro del Medio Brenta                              | 1.2  | Luigi Miletta      | Gragnano Sporting Club       |
| 16       | Campeonato Europeo Contrarreloj sub-23             | CC   | Alex Dowsett       | Gran Bretaña                 |
| 17 al 18 | Vuelta a la Comunidad de Madrid                    | 2.1  | Sergio Pardilla    | Carmiooro-NGC                |
| 18       | Giro del Casentino                                 | 1.2  | Andrea Pasqualon   | Zalf Désirée Fior            |
| 18       | Campeonato Europeoen Ruta sub-23                   | CC   | Piotr Gawronski    | Polonia                      |
| 21 al 25 | Brixia Tour                                        | 2.1  | Domenico Pozzovivo | Colnago-CSF Inox             |
| 22       | Central European Tour Gyomaendröd                  | 1.2  | Alois Kaňkovský    | ASC Dukla Praha              |
| 22 al 25 | Tour de Szeklerland                                | 2.2  | Evgeni Gerganov    | Hemus 1896-Vivelo            |
| 24 al 26 | Kreiz Breizh Elites                                | 2.2  | Johan Le Bon       | Bretagne-Schuller            |
| 24 al 28 | Tour de Valonia                                    | 2.HC | Russell Downing    | Sky                          |
| 25       | Prueba Villafranca-Ordiziako Klasika               | 1.1  | Gorka Izagirre     | Euskaltel-Euskadi            |
| 25       | Gran Premio de la Villa de Pérenchies              | 1.2  | Arnaud Démare      | CC Nogent sur Oise           |
| 25       | Tour de Pomerania                                  | 1.2  | Dirk Müller        | Nutrixxion-Sparkasse         |
| 27 al 31 | Dookola Mazowsza                                   | 2.2  | Sebastian Forke    | Nutrixxion-Sparkasse         |
| 28 al 1  | Tour de Alsacia                                    | 2.2  | Wilco Kelderman    | Rabobank Continental         |

### Agosto
| Fecha    | Carrera                                                  | Cat. | Ganador                | Equipo                      |
| -------- | -------------------------------------------------------- | ---- | ---------------------- | --------------------------- |
| 1        | Circuito de Guecho                                       | 1.1  | Francisco José Pacheco | Xacobeo Galicia             |
| 1        | Trofeo Matteotti                                         | 1.1  | Riccardo Chiarini      | De Rosa-Stac Plastic        |
| 1        | Polynormande                                             | 1.1  | Andy Cappelle          | Veranda's Willems           |
| 3 al 7   | Vuelta a León                                            | 2.2  | Ángel Vallejo          | Supermercados Froiz         |
| 4 al 5   | París-Corrèze                                            | 2.1  | Mickaël Buffaz         | Cofidis, le Crédit en Ligne |
| 4 al 8   | Vuelta a Burgos                                          | 2.HC | Samuel Sánchez         | Euskaltel-Euskadi           |
| 4 al 8   | Vuelta a Dinamarca                                       | 2.HC | Jakob Fuglsang         | Saxo Bank                   |
| 4 al 15  | Vuelta a Portugal                                        | 2.1  | David Blanco           | Palmeiras Resort-Tavira     |
| 5        | Gran Premio Industria y Commercio Artigianato Carnaghese | 1.1  | Ivan Basso             | Liquigas-Doimo              |
| 5        | Gran Premio Folignano                                    | 1.2  | Julián Arredondo       | Scap Prefabbricati Foresi   |
| 5 al 8   | Tour de los Pirineos                                     | 2.2  | Florent Barle          | AVC Aix-en-Provence         |
| 7        | Gran Premio Ciudad de Camaiore                           | 1.1  | Kristjan Koren         | Liquigas-Doimo              |
| 8        | Tour de Bochum                                           | 1.1  | Niki Terpstra          | Milram                      |
| 8        | Trofeo Internacional Bastianelli                         | 1.2  | Carmelo Pantò          | Gragnano Sporting Club      |
| 8        | Dwars door de Antwerpse Kempen                           | 1.2  | Aidis Kruopis          | Palmans-Cras                |
| 10 al 14 | Tour de l'Ain                                            | 2.1  | Haimar Zubeldia        | RadioShack                  |
| 12 al 15 | Mi-août en Bretagne                                      | 2.2  | Jean-Luc Delpech       | Bretagne-Schuller           |
| 13       | Dutch Food Valley Classic                                | 1.HC | Edvald Boasson Hagen   | Sky                         |
| 14       | Memorial Henryka Lasaka                                  | 1.2  | Mariusz Witecki        | Mróz Active Jet             |
| 14       | Gran Premio Betonexpressz 2000                           | 1.2  | Hrvoje Miholjević      | Loborika                    |
| 15       | Antwerpse Havenpijl                                      | 1.2  | Rob Goris              | Palmans-Cras                |
| 15       | Puchar Uzdrowisk Karpackich                              | 1.2  | Marek Rutkiewicz       | Mróz Active Jet             |
| 16       | Gran Premio Capodarco                                    | 1.2  | Enrico Battaglin       | Zalf Désirée Fior           |
| 17       | Gara Ciclistica Montappone                               | 1.2  | Ilya Gorodnichev       | Gragnano S.C.               |
| 17       | Gran Premio de la Villa de Zottegem                      | 1.1  | Stefan van Dijk        | Veranda's Willems           |
| 17       | Tres Valles Varesinos                                    | 1.HC | Daniel Martin          | Garmin-Transitions          |
| 17 al 20 | Tour de Limousin                                         | 2.1  | Gustav Larsson         | Saxo Bank                   |
| 18       | Coppa Agostoni                                           | 1.1  | Francesco Gavazzi      | Lampre-Farnese Vini         |
| 19       | Coppa Bernocchi                                          | 1.1  | Manuel Belletti        | Colnago-CSF Inox            |
| 20 al 22 | Festningsrittet                                          | 2.2  | Jesse Anthony          | Kelly Benefit Strategies    |
| 21       | Trofeo Melinda                                           | 1.1  | Vincenzo Nibali        | Liquigas-Doimo              |
| 21       | Puchar Ministra Obrony Narodowej                         | 1.2  | Bartłomiej Matysiak    | CCC Polsat Polkowice        |
| 24       | Gran Premio de Marbriers                                 | 1.2  | Kevin Lacombe          | SpiderTech-Planet Energy    |
| 24 al 27 | Tour de Poitou Charentes                                 | 2.1  | Jimmy Engoulvent       | Saur-Sojasun                |
| 24 al 29 | Giro del Valle de Aosta                                  | 2.2  | Petr Ignatenko         | Itera-Katusha               |
| 25       | Druivenkoers Overijse                                    | 1.1  | Björn Leukemans        | Vacansoleil                 |
| 26 al 30 | Tour of Victory                                          | 2.2  | Mert Mutlu             | Brisaspor                   |
| 28       | Giro del Veneto                                          | 1.HC | Daniel Oss             | Liquigas-Doimo              |
| 28 al 29 | Szlakiem walk majora Hubala                              | 2.2  | Tomasz Kiendyś         | CCC Polsat Polkowice        |
| 29       | Châteauroux Classic de l'Indre                           | 1.1  | Anthony Ravard         | AG2R La Mondiale            |
| 29       | Schaal Sels                                              | 1.1  | Aidis Kruopis          | Palmans-Cras                |
| 29       | Ronde van Midden-Nederland                               | 1.2  | Wesley Kreder          | Rabobank Continental        |
| 29       | Zagreb-Liubliana                                         | 1.2  | Matej Mugerli          | Perutnina Ptuj              |
| 31 al 7  | Tour de Eslovaquia                                       | 2.2  | Robert Vrečer          | Perutnina Ptuj              |

### Septiembre
| Fecha    | Carrera                               | Cat.   | Ganador                           | Equipo                       |
| -------- | ------------------------------------- | ------ | --------------------------------- | ---------------------------- |
| 5        | Tour de Doubs                         | 1.1    | Jérôme Coppel                     | Saur-Sojasun                 |
| 5        | Giro de la Romagna                    | 1.1    | Patrik Sinkewitz                  | ISD-Neri                     |
| 5        | Gran Premio Jef Scherens              | 1.1    | Lars Boom                         | Rabobank                     |
| 5        | Memorial Davide Fardelli              | 1.2    | Luke Durbridge                    | Jayco-Skins                  |
| 5        | Kernen Omloop Echt-Susteren           | 1.2    | Peter Schulting                   | Cyclingteam Jo Piels         |
| 5 al 12  | Tour del Porvenir                     | 2.Ncup | Nairo Quintana                    | Colombia                     |
| 8        | Memorial Rik Van Steenbergen          | 1.1    | Michael Van Staeyen               | Topsport Vlaanderen-Mercator |
| 8 al 11  | Giro del Friuli Venezia Giulia        | 2.2    | Vegard Stake Laengen              | Noruega                      |
| 11       | París-Bruselas                        | 1.HC   | Francisco Ventoso                 | Carmiooro-NGC                |
| 11 al 18 | Vuelta a Gran Bretaña                 | 2.1    | Michael Albasini                  | HTC-Columbia                 |
| 11 al 19 | Tour de Bulgaria                      | 2.2    | Krassimir Vassiliev               | SK Dobrich 1905              |
| 12       | Chrono Champenois                     | 1.2    | Rasmus Quaade                     | Dinamarca                    |
| 12       | Gran Premio de Fourmies               | 1.HC   | Romain Feillu                     | Vacansoleil                  |
| 15       | Gran Premio de Valonia                | 1.1    | Paul Martens                      | Rabobank                     |
| 17       | Campeonato de Flandes                 | 1.1    | Leigh Howard                      | HTC-Columbia                 |
| 17       | Gran Premio de la Somme               | 1.1    | Martin Elmiger                    | AG2R La Mondiale             |
| 18       | Gran Premio Ciudad de Modena          | 1.1    | Francesco Chicchi                 | Liquigas-Doimo               |
| 19       | G. P. Industria y Comercio de Prato   | 1.1    | Diego Ulissi                      | Lampre-Farnese Vini          |
| 19       | Gran Premio de Isbergues              | 1.1    | Aleksejs Saramotins               | HTC-Columbia                 |
| 19       | Trofeo Gianfranco Bianchin            | 1.2    | Robert Vrečer                     | Perutnina Ptuj               |
| 19       | Dúo Normando                          | 1.2    | Alexandr Pliuschin Artem Ovechkin | Katusha                      |
| 22       | Circuito de Houtland                  | 1.1    | Stefan van Dijk                   | Veranda's Willems            |
| 24 al 26 | Tour de Gévaudan Languedoc-Roussillon | 2.2    | Jérôme Coppel                     | Saur-Sojasun                 |
| 25       | Memorial Marco Pantani                | 1.1    | Elia Viviani                      | Liquigas-Doimo               |
| 25       | Praga-Karlovy Vary-Praga              | 1.2    | Andreas Schillinger               | Team NetApp                  |
| 26       | Tour de Vendée                        | 1.HC   | Koldo Fernández                   | Euskaltel-Euskadi            |
| 26       | Giro de Toscana                       | 1.1    | Daniele Bennati                   | Liquigas-Doimo               |
| 28       | Ruota d'Oro                           | 1.2    | Francesco Bongiorno               | Futura-Matricardi            |
| 30 al 3  | Circuito Franco-Belga                 | 2.1    | Adam Blythe                       | Omega Pharma-Lotto           |

### Octubre
| Fecha  | Carrera                     | Cat. | Ganador               | Equipo              |
| ------ | --------------------------- | ---- | --------------------- | ------------------- |
| 1 al 3 | Cinturó de l'Empordá        | 2.2  | José Herrada          | Caja Rural          |
| 2      | Piccolo Giro de Lombardía   | 1.2  | Alexander Serebryakov | ACS Lupi-San Marino |
| 3      | Giro de Münsterland         | 1.1  | Joost van Leijen      | Vacansoleil         |
| 5      | Binche-Tournai-Binche       | 1.1  | Elia Viviani          | Liquigas-Doimo      |
| 7      | Coppa Sabatini              | 1.1  | Riccardo Riccò        | Vacansoleil         |
| 7      | París-Bourges               | 1.1  | Anthony Ravard        | AG2R La Mondiale    |
| 9      | Giro de Emilia              | 1.HC | Robert Gesink         | Rabobank            |
| 10     | Gran Premio Bruno Beghelli  | 1.1  | Dario Cataldo         | Quick Step          |
| 10     | París-Tours                 | 1.HC | Óscar Freire          | Rabobank            |
| 10     | París-Tours sub-23          | 1.2U | Jelle Wallays         | Beveren 2000        |
| 12     | Premio Nacional de Clausura | 1.1  | Adam Blythe           | Omega Pharma-Lotto  |
| 14     | Giro del Piemonte           | 1.HC | Philippe Gilbert      | Omega Pharma-Lotto  |
| 17     | Chrono des Nations          | 1.1  | David Millar          | Garmin-Transitions  |

## Clasificaciones finales
- Las clasificaciones finalizaron de la siguiente forma:

### Individual
| Posición | Ciclista           | Equipo | Puntos |
| -------- | ------------------ | ------ | ------ |
| 1º       | Giovanni Visconti  | ISD    | 787    |
| 2º       | Stefan Van Dijk    | WIL    | 653    |
| 3º       | Riccardo Riccò     | VAC    | 569    |
| 4º       | Domenico Pozzovivo | COG    | 493    |
| 5º       | Romain Feillu      | VAC    | 482    |
| 6º       | Marco Marcato      | VAC    | 457    |
| 7º       | Jens Keukeleire    | COF    | 378    |
| 8º       | Sergio Pardilla    | CMO    | 363    |
| 9º       | Francisco Ventoso  | CMO    | 361    |
| 10º      | Enrico Rossi       | FLM    | 360    |

| 11º | Cédric Pineau        | RLM | 341   |
| 12º | Pierrick Fédrigo     | BTL | 324   |
| 13º | Michele Scarponi     | AND | 323   |
| 14º | Jérôme Coppel        | COF | 315   |
| 15º | Leonardo Bertagnolli | AND | 308,4 |
| 16º | Kenny Van Hummel     | SKS | 307   |
| 17º | Matteo Carrara       | VAC | 289,2 |
| 18º | Jacek Morajko        | MRO | 275   |
| 19º | Luca Paolini         | ASA | 270   |
| 20º | Samuel Dumoulin      | COF | 268   |

### Equipos
| Posición | Equipo                                          | Puntos  |
| -------- | ----------------------------------------------- | ------- |
| 1º       | Vacansoleil                                     | 2.624,4 |
| 2º       | Saur-Sojasun                                    | 1.564   |
| 3º       | ISD-Neri                                        | 1.503,2 |
| 4º       | Cofidis, le Crédit en Ligne                     | 1.481   |
| 5º       | Carmiooro-NGC                                   | 1.423   |
| 6º       | Androni Giocattoli-Serramenti PVC Diquigiovanni | 1.184   |
| 7º       | Colnago-CSF Inox                                | 1.158   |
| 8º       | Topsport Vlaanderen-Mercator                    | 1.141   |
| 9º       | Veranda's Willems                               | 1.089   |
| 10º      | Skil-Shimano                                    | 1.072   |

| 11º | Bretagne-Schuller       | 1.045 |
| 12º | Bbox Bouygues Telecom   | 970   |
| 13º | De Rosa-Stac Plastic    | 907   |
| 14º | Ceramica Flaminia       | 771   |
| 15º | Roubaix-Lille Métropole | 768   |
| 16º | Itera-Katusha           | 757   |
| 17º | Cervélo                 | 741   |
| 18º | Rabobank Continental    | 719   |
| 19º | Landbouwkrediet         | 714   |
| 20º | Miche                   | 660   |

### Países
| Posición | País         | Puntos  |
| -------- | ------------ | ------- |
| 1º       | Italia       | 4.166,6 |
| 2º       | Francia      | 3.000,4 |
| 3º       | España       | 2.426,8 |
| 4º       | Países Bajos | 2.267,2 |
| 5º       | Bélgica      | 1.989   |
| 6º       | Alemania     | 1.720,2 |
| 7º       | Eslovenia    | 1.551   |
| 8º       | Polonia      | 1.390   |
| 9º       | Rusia        | 1.278   |
| 10º      | Portugal     | 775     |

| 11º | Ucrania         | 706    |
| 12º | Bulgaria        | 698    |
| 13º | Lituania        | 680    |
| 14º | Noruega         | 668    |
| 15º | Dinamarca       | 650    |
| 16º | República Checa | 608    |
| 17º | Croacia         | 548    |
| 18º | Estonia         | 469    |
| 19º | Irlanda         | 433,66 |
| 20º | Suiza           | 423,4  |

### Países sub-23
| Posición | País         | Puntos |
| -------- | ------------ | ------ |
| 1º       | Bélgica      | 1.299  |
| 2º       | Italia       | 1.140  |
| 3º       | Países Bajos | 1.018  |
| 4º       | Francia      | 834    |
| 5º       | Alemania     | 638    |
| 6º       | Eslovenia    | 585    |
| 7º       | Polonia      | 362    |
| 8º       | Lituania     | 235    |
| 9º       | Rusia        | 223    |
| 10º      | Bielorrusia  | 213    |

| 11º | Letonia     | 179 |
| 12º | Dinamarca   | 163 |
| 13º | Portugal    | 160 |
| 14º | España      | 144 |
| 15º | Reino Unido | 135 |
| 16º | Rumania     | 112 |
| 17º | Noruega     | 111 |
| 18º | Austria     | 103 |
| 19º | Turquía     | 97  |
| 20º | Moldavia    | 91  |

## Progreso de las clasificaciones
| Fecha                    | Clasificación individual | Clasificación por equipos | Clasificación por países | Clasificación por países sub-23 |
| ------------------------ | ------------------------ | ------------------------- | ------------------------ | ------------------------------- |
| 25 de octubre de 2009    | Jean-Christophe Péraud   | -                         | España                   | Países Bajos                    |
| 25 de noviembre de 2009  |                          | -                         | España                   | Países Bajos                    |
| 25 de diciembre de 2009  |                          | -                         | España                   | Países Bajos                    |
| 1 de enero de 2010       | Florian Morizot          | -                         | España                   | Bélgica                         |
| 25 de enero de 2010      | Bbox Bouygues Telecom    |                           | España                   | Bélgica                         |
| 25 de febrero de 2010    | Samuel Dumoulin          | Cofidis                   | España                   | Bélgica                         |
| 25 de marzo de 2010      | Jens Keukeleire          | Cofidis                   | Francia                  | Bélgica                         |
| 25 de abril de 2010      | Giovanni Visconti        | Cofidis                   | Italia                   | Bélgica                         |
| 25 de mayo de 2010       |                          | Cofidis                   | Italia                   | Bélgica                         |
| 25 de junio de 2010      | Vacansoleil              |                           | Italia                   | Bélgica                         |
| 25 de julio de 2010      | Vacansoleil              |                           | Italia                   | Bélgica                         |
| 15 de agosto de 2010     | Cofidis                  |                           | Italia                   | Bélgica                         |
| 25 de agosto de 2010     | Vacansoleil              |                           | Italia                   | Bélgica                         |
| 25 de septiembre de 2010 | Vacansoleil              |                           | Italia                   | Bélgica                         |
| 17 de octubre de 2010    | Vacansoleil              |                           | Italia                   | Bélgica                         |
| Final                    | Giovanni Visconti        | Vacansoleil               | Italia                   | Bélgica                         |